# Mesoderm
Mesodermen er det midterste lag i den trilaminære kimskive. Det forekommer omkring tredje uge af udviklingen af det menneskelige foster, på det stade hvor det kaldes et embryon.
Det er deriveret fra epiblasten, der har migreret ned igennem primitivfuren og fortrængt først det underliggende hypoblast under dannelsen af Endodermen. Herefter er epiplastcellen fortsat migreret ned gennem furen og har lagt sig oven på endodermen og dannet mesodermen. De tilbageværende epiblastiske celler danner ectodermen. De tre cellelag kaldes den trilaminære kimskive og processen hvorved de er dannet kaldes gastrulation.
Mesodermen giver senere ophav til de somatiske stamceller. Samt beklæder de indre organer, heriblandt den primitive tarm, der dannes omkring dag 21. i den føtale periode.